# Sourribes
Sourribes är en kommun i departementet Alpes-de-Haute-Provence i regionen Provence-Alpes-Côte d'Azur i sydöstra Frankrike. Kommunen ligger  i kantonen Volonne som ligger i arrondissementet Forcalquier. År 2022 hade Sourribes 179 invånare.

## Befolkningsutveckling
Antalet invånare i kommunen Sourribes
Referens: INSEE